# Marvin (azienda)
Marvin è un'azienda produttrice di orologi e di movimenti per orologi con sede a Bienne, in Svizzera.

## Storia

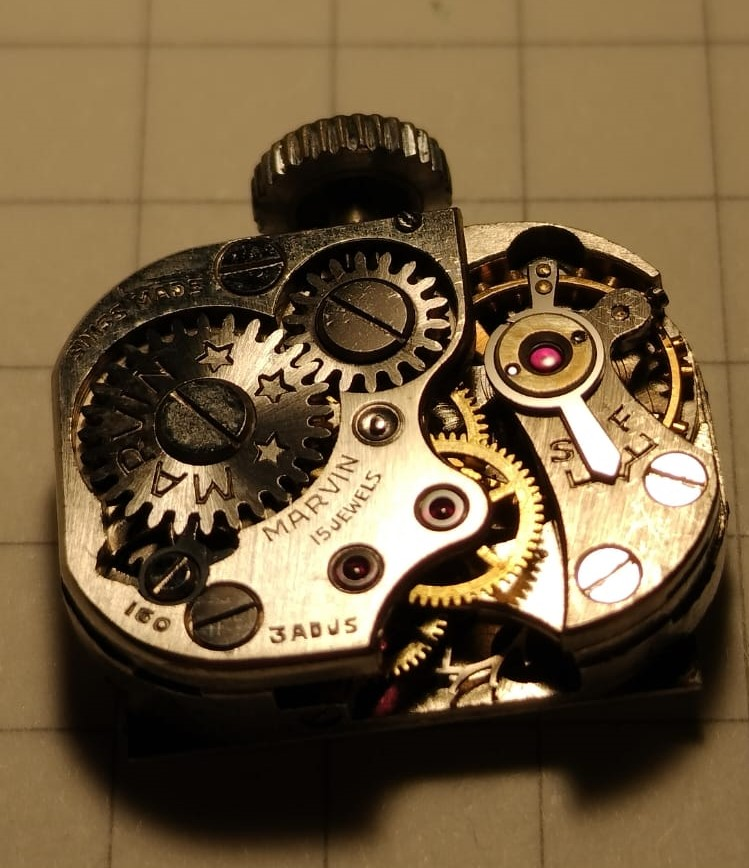
Marvin 160 a carica manuale

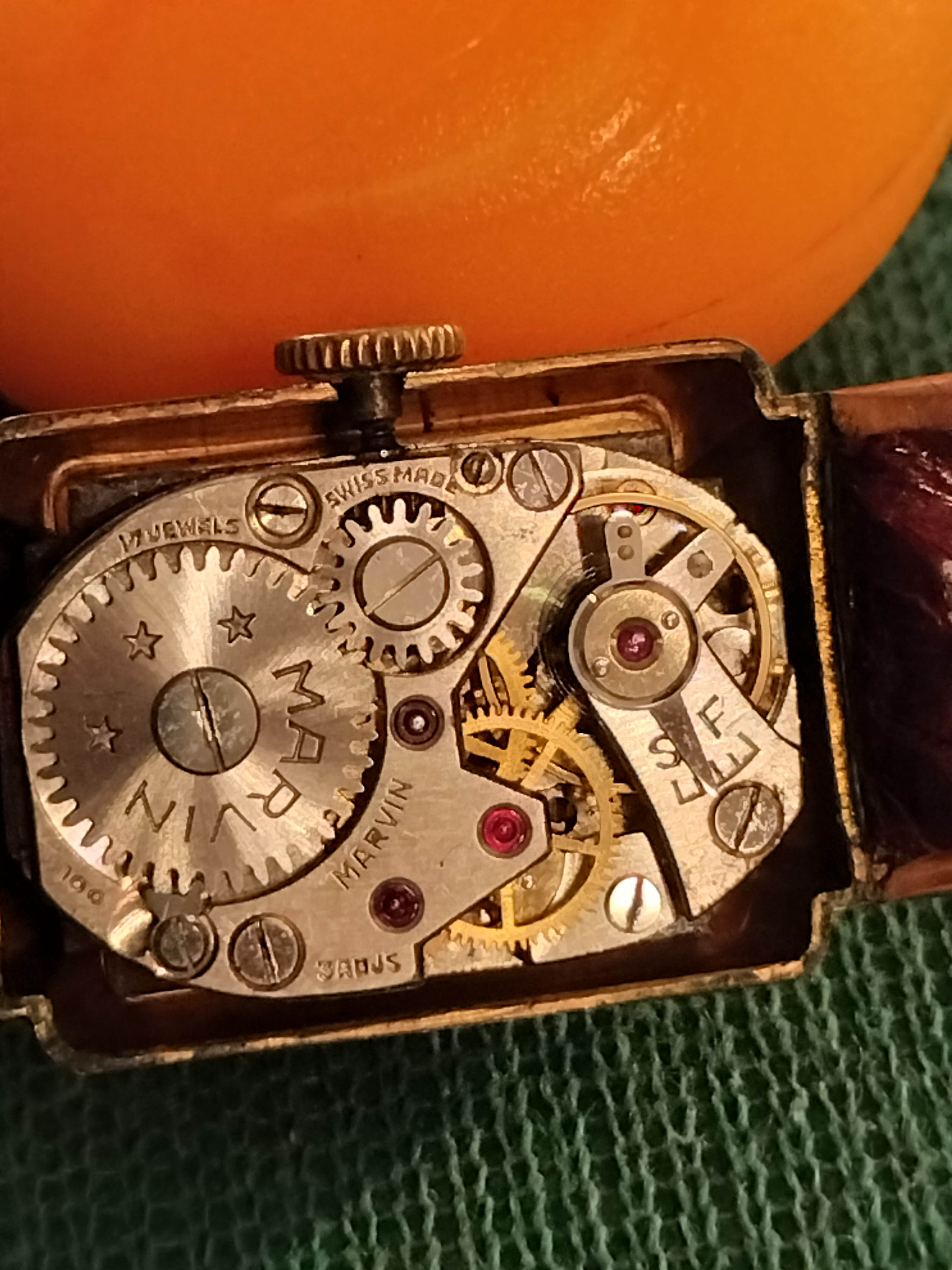
Marvin 160 con disegno dei ponti più squadrato, utilizzato anche da Election e ribattezzato da quest'ultima 275

Marvin nasce nel 1850 a Saint-Imier (per altri a Berna, luogo dal quale la famiglia dei fondatori proveniva) dai fratelli Marc ed Emmanuel Didisheim, i quali costruiscono orologi e movimenti per orologi. Nel 1891 i figli di Marc rilevano l'azienda. Nel 1894 la sede viene trasferita a La Chaux-de-Fonds.
Il nome Marvin non è nato insieme all'azienda (la quale originariamente si chiamava Albert Didisheim et Freres), bensì è più recente: bisogna aspettare l'avvento del secolo successivo, quando i segnatempo dei fratelli Didisheim (che sui documenti commerciali vengono identificati talvolta anche come "figli di H.A. Didisheim") ottengono buon successo anche oltre i confini svizzeri, grazie a una certa qualità costruttiva e ad un prezzo corretto. Per questa ragione i loro orologi arrivano fin negli Stati Uniti, dove incontrano il gusto di un cliente facoltoso e appassionato, tal Marvin, il quale propose di dare all'azienda dei fratelli Didisheim il suo cognome, visto che i segnatempo erano ancora sprovvisti di nome sul quadrante. Il nome Marvin appare così tra la metà anni Dieci e l'inizio degli anni Venti del Novecento, accompagnato da un logo: una M rovesciata che raffigura una corona a tre punte. In questi anni la maison diventa anche una manifattura a tutti gli effetti, realizzando movimenti propri: nel corso dei decenni realizzerà non soltanto calibri rotondi, ma anche movimenti di forma, più adatti a orologi di piccole dimensioni, per un pubblico femminile. Negli anni Trenta Marvin realizza il Gyroplan, un segnatempo da polso di forma rettangolare che presenta due dischi sovrapposti per l'indicazione di ore e minuti. La medesima, inconsueta, soluzione venne anche adottata su alcuni modelli da tasca.

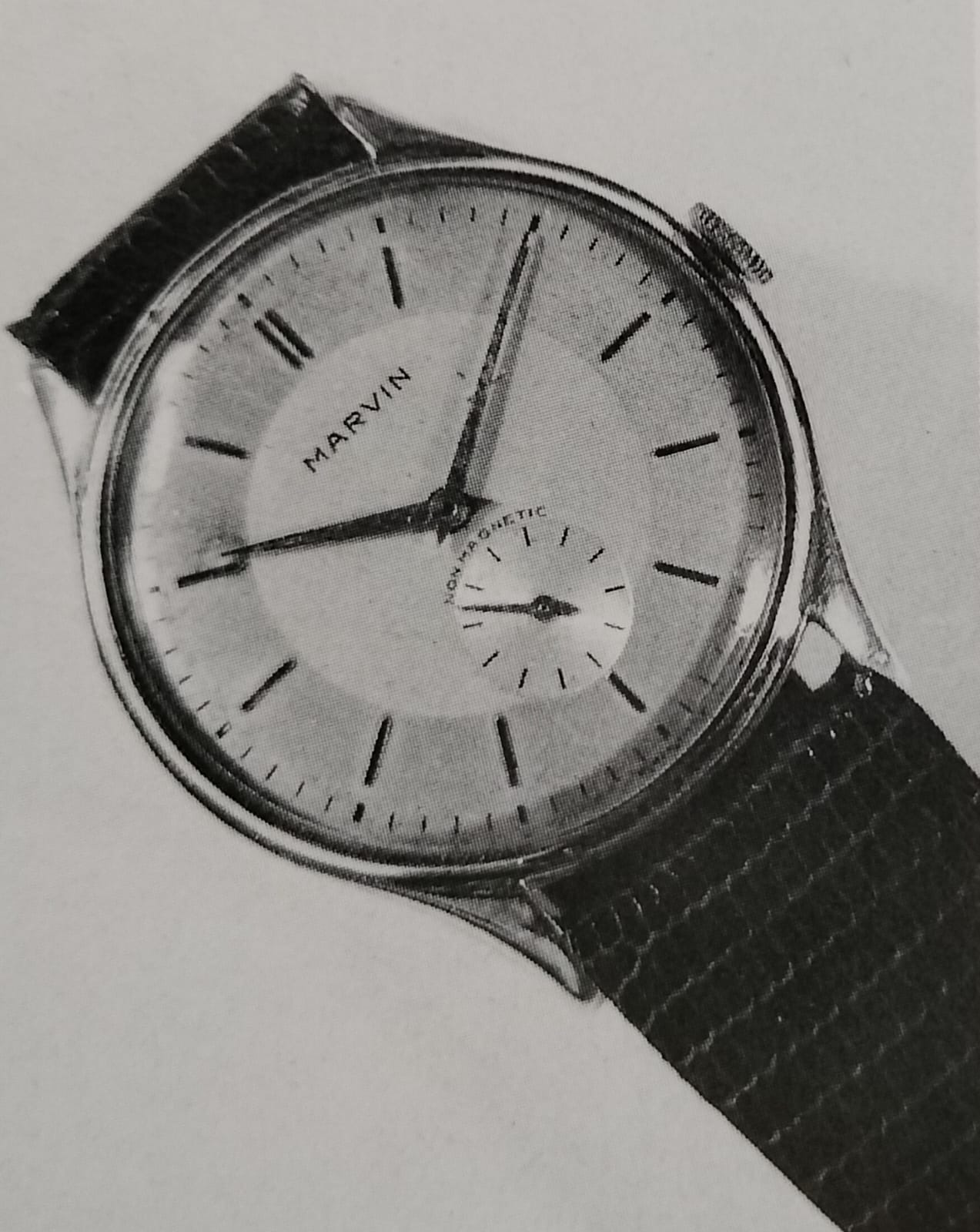
Marvin meccanico antimagnetico degli anni Cinquanta

Alcuni movimenti realizzati da Marvin sono stati utilizzati anche da Election e da Longines, in un periodo, la fine degli anni Sessanta, in cui quest'ultima maison stava riducendo la produzione di movimenti di proprietà per affiancarli ad altri forniti da terze parti, come in questo caso. Tra la fine degli anni Sessanta e l'inizio dei Settanta Marvin realizza anche il suo unico calibro a carica automatica: il 580.

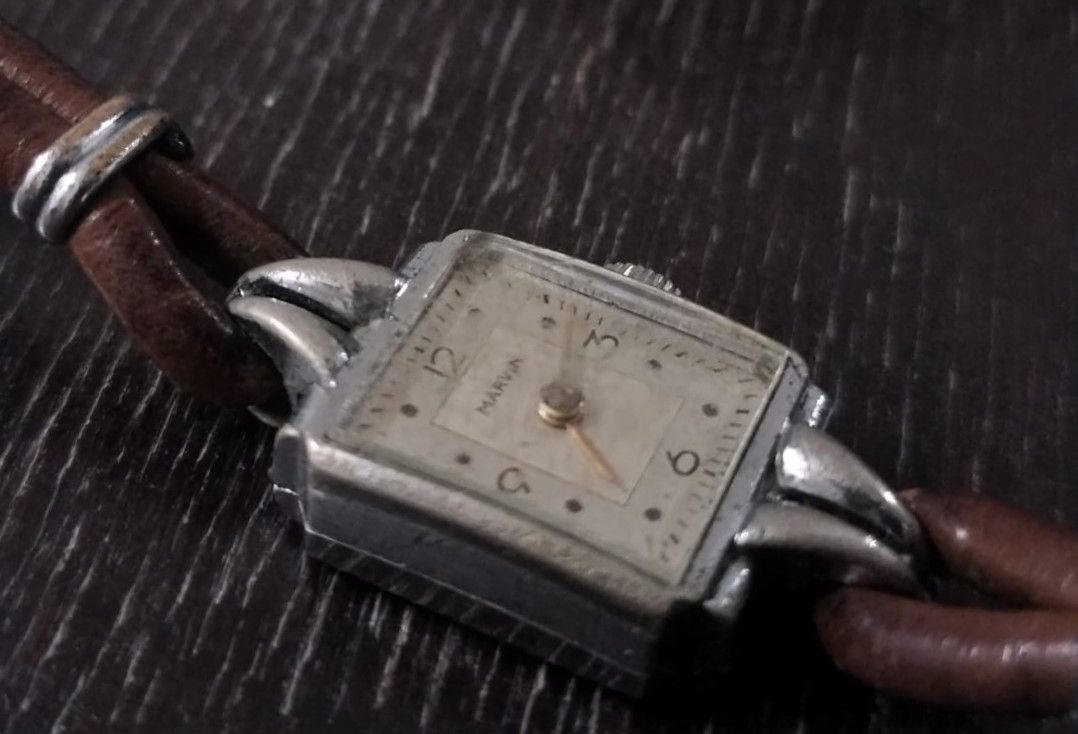
Marvin "nanette" da donna a carica manuale, circa anni '50

La storia di Marvin è caratterizzata anche a diversi orologi celebrativi e sportivi. Il primo di questi orologi è stato il Motorist, che è anche uno dei primi sul cui quadrante è apparso il nome Marvin. Questo orologio, di forma, aveva la caratteristica di avere una cassa curvex, che si adatta facilmente alla curva del polso: con questa conformazione il pilota poteva consultare il segnatempo senza staccare le mani dal volante. Un ulteriore esempio di legame con le corse automobilistiche è un orologio portachiavi racchiuso in uno pneumatico in miniatura (soprannominato tyre watch).

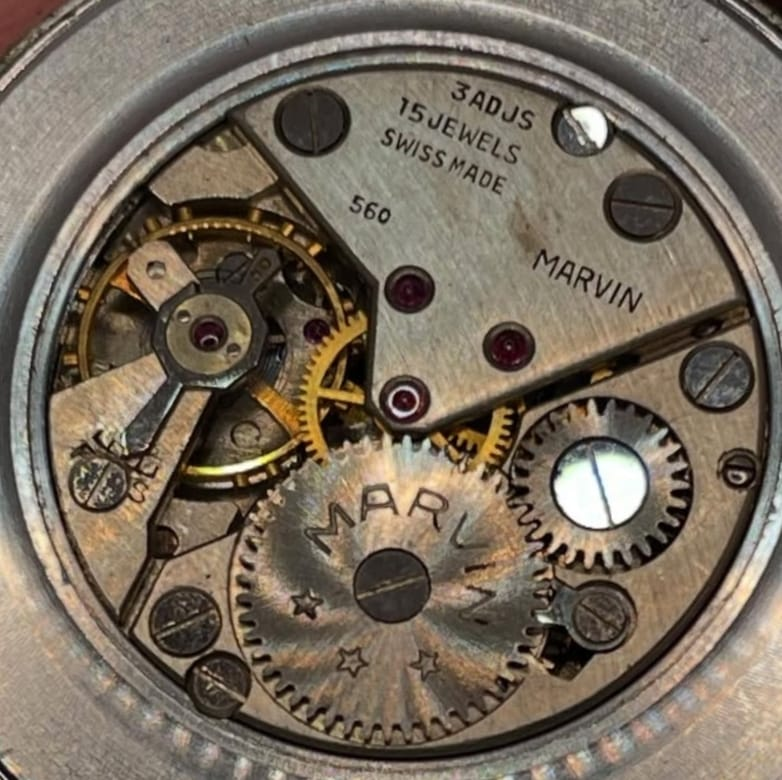
Movimento Marvin 560 a carica manuale degli anni Sessanta

Un'altra importante partnership è quella che l'azienda svizzera ha stretto con la compagnia aerea KLM, realizzando a metà anni Cinquanta il Marvin Flying Dutchman, presentato non solo come orologio da polso per i piloti della compagnia, ma anche come spilla per le hostess. Il decennio successivo arrivano i primi svegliarini della maison. Alla collaborazione con KLM segue quella con Air France.
Nel 1976, per fronteggiare l'avvento dell'orologeria al quarzo, Marvin entra a far parte del consorzio MSR (Manufacture d'Horlogerie Suisses Réunies: manifattura di orologerie riunite), che già comprendeva Revue, Vulcain, Phenix e Buser. Da questo momento è infatti possibile trovare alcuni segnatempo che riportano sul quadrante sia il marchio Marvin sia quello di Revue, alcuni dei quali alimentati da movimento a batteria. Nonostante l'ingresso in MSR, l'intero consorzio negli anni Ottanta deve limitare fortemente la produzione degli orologi, ed alcuni marchi, tra cui Marvin, vengono accantonati per puntare su Vulcain e Revue.

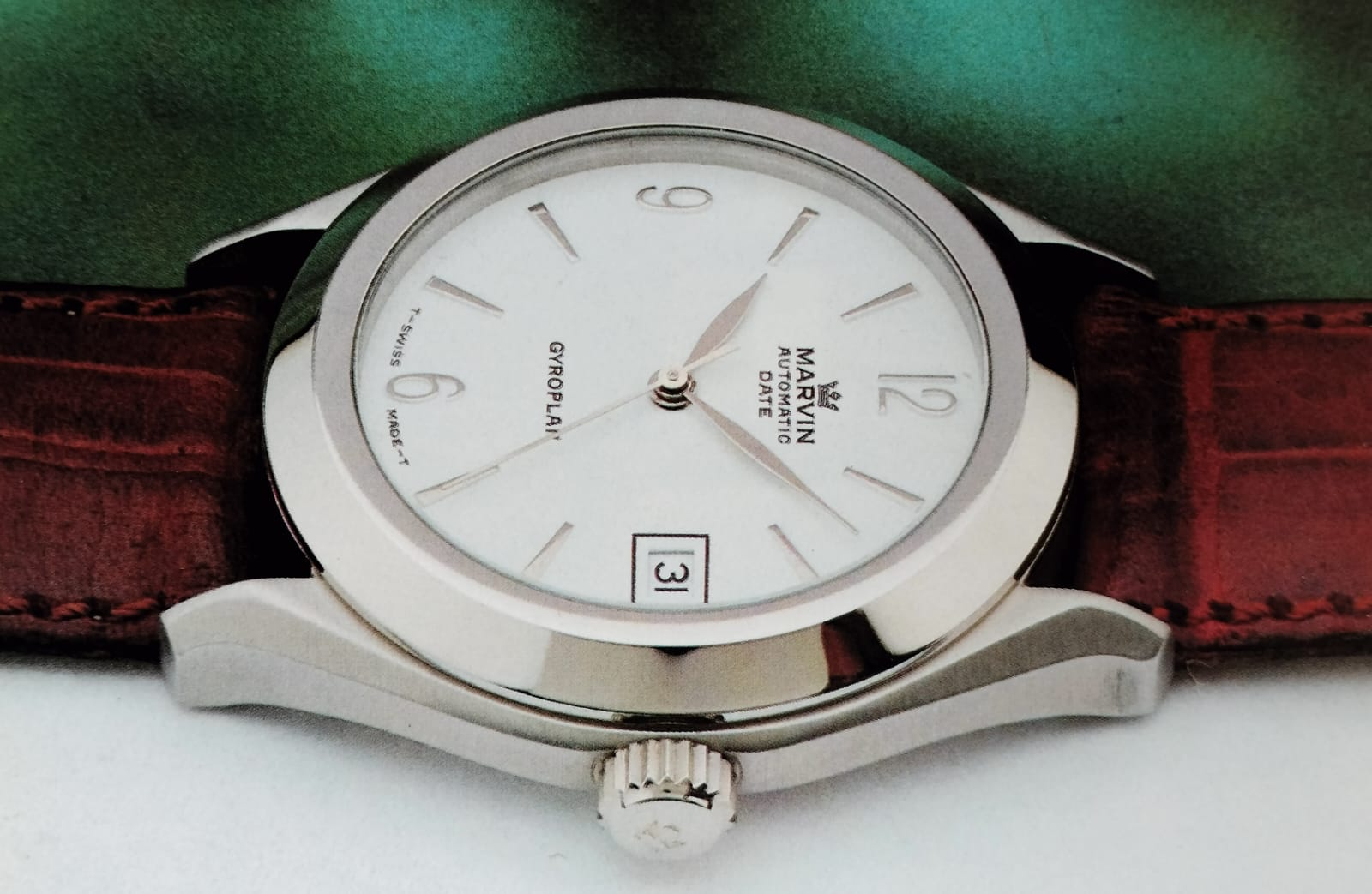
Marvin Gyroplan di inizio anni '90

Tra la fine degli anni Ottanta e l'inizio dei Novanta il nome Gyroplan viene rispolverato, ma proposto su un segnatempo con indicazione ore e minuti classiche. L'unica particolarità di questo più recente modello è la possibilità di sceglierlo con corona di carica a ore 3 o a ore 9. Siccome in questo periodo Marvin non produceva più movimenti in-house, questo segnatempo ha incassato un più tradizionale ETA 2824/2. È dello stesso periodo anche un elegante saltarello con indicazione digitale delle ore e con due subdials per minuti e secondi, mosso da un calibro realizzato da AS.
La passione per gli sport motoristici ha contraddistinto l'azienda anche più recentemente, con modelli realizzati per diversi piloti, come Sébastien Loeb.
Attualmente Marvin ha diversi modelli a catalogo, sia per uomo sia per donna.